# Meizu
Meizu (en chinois : 魅族) est une société chinoise fondée en mars 2003 spécialisée dans les smartphones et les lecteurs MP3 et MP4 basés sur la technologie flash.

## Historique
Fondée en 2003, Meizu développe et commercialise les Meizu X6 et E3.
La société Apple a demandé à l'entreprise de cesser la commercialisation du smartphone M8 en raison de sa forte similitude avec l'iPhone[réf. souhaitée].
Le Meizu M9 est un smartphone sous Android 2.2 (Froyo) puis 2.3 (Gingerbread) distribué à partir du 1er janvier 2011 en Chine. Ce téléphone possède un processeur Samsung Exynos 3110 (Hummingbird S5PC110) à 1 GHz, un RAM de 512 Mo, et un écran Sharp.

## Meizu MX - 4 versions
Le premier modèle de Meizu MX, est composé d'un Exynos 4210, cortex A9 double cœur en 45 nm, sort le 1er janvier 2012 à Hong Kong.
Le 19 juin 2012, Meizu annonce sur Weibo et son propre BBS une version du Meizu MX doté de la surcouche FlyMe et équipé d'un SoC Exynos 4412 quadruple cœur ARM Cortex A9 gravés avec une finesse de 32 nm et cadencés à une fréquence de 1,4 GHz.
Le 14 juillet 2012, Exynos 4212, double cœur ARM Cortex A9 gravé avec une finesse de 32 nm et cadencé à une fréquence de 1,4 GHz
La société vend des produits en Russie sous la marque Ritmix[réf. nécessaire].
Le 18 novembre 2014, Meizu annonce le MX4 Pro, avec un écran de 5,5 pouces avec une définition 2K+, des bordures de seulement 2,8 mm, un processeur Exynos 5430 gravé en 20 nanomètres avec 3 Go de RAM, un GPU PowerVR G6200, un processeur dédié au son ES9018 et des écouteurs intra-auriculaires, une capacité de 16 Go, 32 Go ou 64 Go, les interfaces réseaux NFC, Wi-Fi ac, Bluetooth 4.0, la 4G LTE, le GPS, un capteur photo SONY Exmor RS de 20,7 Mégapixels, une camera frontale de 5 MPx, une batterie de 3350 mAh.
En septembre 2015, Meizu annonce la sortie du MX5. En 2016, Meizu signe un contrat avec Qualcomm pour développer sa gamme de produits.
En 2017, la société dévoile son smartphone M6 Note.

## Produits

### Smartphones
Modèles ayant un article sur Wikipédia : 
- Meizu M9
- Meizu M8
- Meizu M7
- Meizu M6
- Meizu M5
- Meizu M4
- Meizu M3
- Meizu M2
- Meizu M1
- Meizu MX1
- Meizu MX2
- Meizu MX3
- Meizu MX4
- Meizu MX5

## Controverses

### Tests faussés
Il est révélé en 2017 que l'entreprise a installé un programme dans le smartphone Meizu Pro 6 afin de truquer les résultats dans les tests matériel de ses appareils, augmentant les fréquences des processeurs et utilisant des profils thermiques spéciaux quand il détecte le lancement de certains benchmarks.

## Distribution

### France
Après 4 années de présence en France, l'équipe de Meizu France dirigée par la société Modelabs Mobiles annonce sur Facebook la fin de leur mission. D'après leurs explications, Meizu Chine semble ne pas faire d'effort pour se développer sur le marché français qui serait très compliqué et demanderait des investissements trop importants. Pourtant fin 2018, un nouveau distributeur français annonce reprendre la commercialisation des smartphones MEIZU dans l'hexagone. 